# Mikro
Mikro (okrajšava μ, grška črka mi) je predpona SI v mednarodnem sistemu enot, ki označuje desetiško potenco 10-6.
Primera sta ena mikrosekunda (1 μs) in en mikrometer (1 μm).
V splošnem predpona pomeni »zelo majhen«, na primer: mikroprocesor, mikrokolje, mikrostikalo.
| Predpone SI | Predpone SI | Predpone SI                        | Predpone SI | Predpone SI                               | Predpone SI    |
| Okrajšava   | Ime         | Izvor                              | Vrednost    | Vrednost                                  | Vrednost       |
| ----------- | ----------- | ---------------------------------- | ----------- | ----------------------------------------- | -------------- |
| Q           | kveta       | nova beseda                        | 1030        | 1.000.000.000.000.000.000.000.000.000.000 | kvintilijon    |
| R           | rona        | nova beseda                        | 1027        | 1.000.000.000.000.000.000.000.000.000     | kvadrilijarda  |
| Y           | jota        | ital. otto - osem                  | 1024        | 1.000.000.000.000.000.000.000.000         | kvadrilijon    |
| Z           | zeta        | ital. sette - sedem                | 1021        | 1.000.000.000.000.000.000.000             | trilijarda     |
| E           | eksa        | grško εξάκις, hexákis - šestkrat   | 1018        | 1.000.000.000.000.000.000                 | trilijon       |
| P           | peta        | grško πεντάκις, pentákis - petkrat | 1015        | 1.000.000.000.000.000                     | bilijarda      |
| T           | tera        | grško τέρας, téras - pošast        | 1012        | 1.000.000.000.000                         | bilijon        |
| G           | giga        | grško γίγας, gígas - velikan       | 109         | 1.000.000.000                             | milijarda      |
| M           | mega        | grško μέγας, mégas - velik         | 106         | 1.000.000                                 | milijon        |
| k           | kilo        | grško χίλιοι, chílioi - tisoč      | 103         | 1.000                                     | tisoč          |
| h           | hekto       | grško εκατόν, hekatón - sto        | 102         | 100                                       | sto            |
| da          | deka        | grško δέκα, déka - deset           | 101         | 10                                        | deset          |
|             |             |                                    |             |                                           |                |
| d           | deci        | lat. decimus - deseti              | 10-1        | 0,1                                       | desetina       |
| c           | centi       | lat. centesismus - stoti           | 10-2        | 0,01                                      | stotina        |
| m           | mili        | lat. millesimus - tisoči           | 10-3        | 0,001                                     | tisočina       |
| μ           | mikro       | grško μικρός, mikrós - majhen      | 10-6        | 0,000.001                                 | milijonina     |
| n           | nano        | grško νάνος, nános - pritlikav     | 10-9        | 0,000.000.001                             | milijardina    |
| p           | piko        | ital. piccolo - majhen             | 10-12       | 0,000.000.000.001                         | bilijonina     |
| f           | femto       | skand. femten - petnajst           | 10-15       | 0,000.000.000.000.001                     | bilijardina    |
| a           | ato         | skand. atten - osemnajst           | 10-18       | 0,000.000.000.000.000.001                 | trilijonina    |
| z           | zepto       | lat. septem - sedem                | 10-21       | 0,000.000.000.000.000.000.001             | trilijardina   |
| y           | jokto       | lat. octo - osem                   | 10-24       | 0,000.000.000.000.000.000.000.001         | kvadrilijonina |
| r           | ronto       | nova beseda                        | 10-27       | 0,000.000.000.000.000.000.000.000.001     | kvadriljardina |
| q           | kvekto      | nova beseda                        | 10-30       | 0,000.000.000.000.000.000.000.000.000.001 | kvintilijonina |